# Cheval de trait
Ne doit pas être confondu avec Cheval lourd.

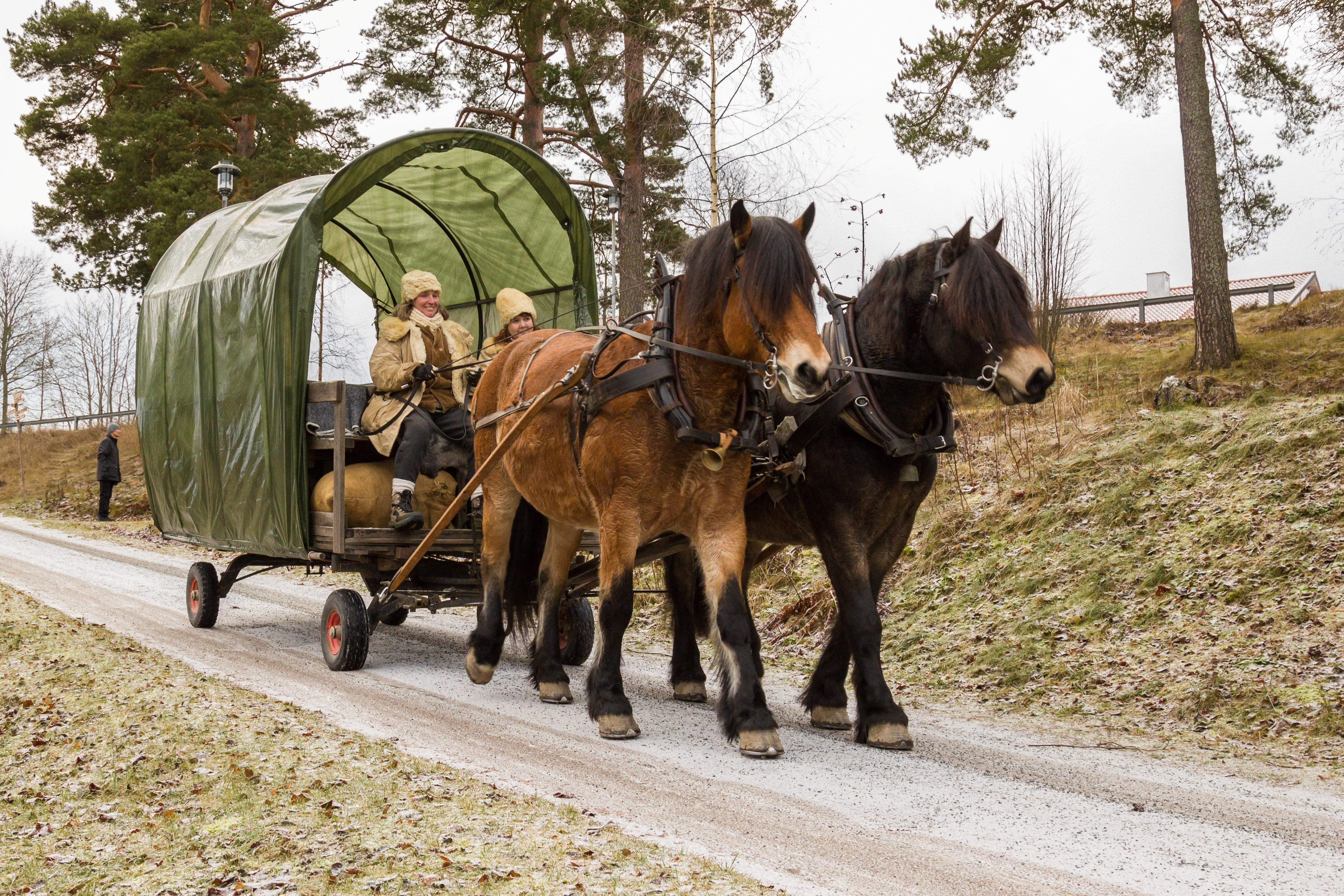
Chevaux de trait Suédois du Nord attelés.

Un cheval de trait est un cheval sélectionné pour ses aptitudes à la traction de véhicules et de matériaux de toutes sortes, appartenant en général à une race puissante et de grande taille. La majorité des races de trait n'existent pas avant le XVIIIe siècle. En Europe, ces animaux sont sélectionnés pour les besoins militaires, notamment la traction des chariots d'artillerie lourde, puis les travaux agricoles. Leur développement accompagne la révolution industrielle et le perfectionnement du matériel, notamment des charrues au cours du XIXe siècle. Ces chevaux effectuent aussi le halage de bateaux et le déplacement de nombreux véhicules hippomobiles pour le transport de personnes ou de matériaux. Ils sont présents dans la plupart des pays développés, entre autres en Europe de l'Ouest, aux États-Unis, en Australie et au Japon.
L'utilisation des chevaux de trait évolue avec le progrès. L'arrivée du chemin de fer les prive d'une partie de leurs fonctions mais ne fait pas pour autant diminuer leur nombre, des chevaux restants requis pour le transport depuis les gares. Plus tard, la modernisation des transports en commun et la motorisation des bateaux entraîne l'obsolescence des tramways hippomobiles, du halage et des diligences, cantonnant le cheval de trait aux seuls travaux agricoles. Avec l'arrivée du tracteur agricole, les chevaux de trait perdent la dernière de leurs fonctions et disparaissent en masse des pays où ils sont historiquement élevés et utilisés.
En France et en Belgique, notamment, l'élevage de ces animaux est réorienté vers la production de viande pour la consommation humaine : on parle alors de cheval lourd. La plupart des races de trait disparaissent faute de demande. Depuis les années 1990, le cheval de trait retrouve ses anciennes fonctions avec le renouveau de l'équitation de loisir, de l'attelage et de l'utilisation au travail. Il reste néanmoins majoritairement élevé pour sa viande en France. La France possède le plus grand nombre de races de trait, à savoir neuf. Un cheval sur quatre né en France est un cheval de trait.

## Étymologie et terminologie
Le terme de « cheval de trait » désigne étymologiquement n'importe quel cheval, quelle que soit sa race, s'il est employé pour la traction hippomobile. Cependant, dans les pays comme la France, la Belgique et les États-Unis où des races de chevaux spécifiques ont été sélectionnées pour les besoins de cette activité, le terme de « cheval de trait » (« draft horse » en anglais) désigne un ensemble de races différenciées des chevaux légers et des poneys par un ensemble de caractères morphologiques spécifiques.

## Description

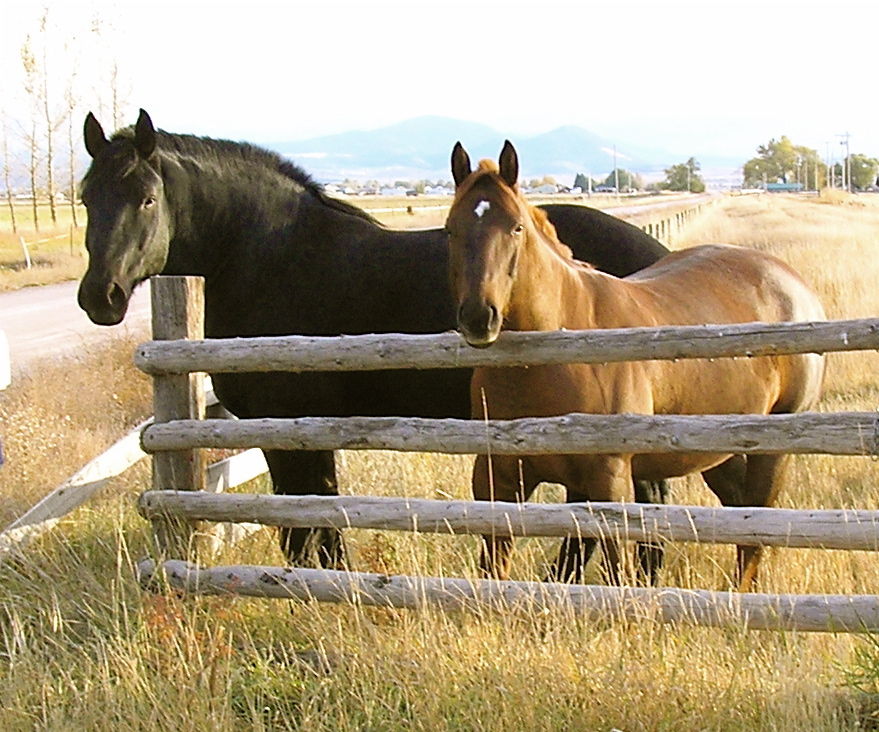
Comparaison entre la morphologie d'un cheval de trait percheron et d'un cheval léger de type quarter horse.

Les chevaux de trait forment un ensemble de races qui ont pour points communs leur grande taille (de 1,60 m à plus de 1,80 m), leur poids important (de 500 à plus de 1 000 kg) et une morphologie bréviligne extrêmement puissante. Ils ont généralement des épaules verticales, un dos court et une croupe très musclée qui facilitent leurs actions de tractionneurs. Une caractéristique commune à la majorité des chevaux de trait est leur ossature lourde et la présence de fanons abondants au bas de leurs jambes. Ces chevaux possèdent la plupart du temps un profil rectiligne ou convexe.
Ils appartiennent habituellement aux races dites « à sang froid », à l'exception de certains chevaux de trait léger. Croisés avec des chevaux légers, ils donnent de la taille et du poids à leur descendance, et tendent à augmenter la puissance et la « portée » des mouvements du poulain.

### Poids
Le poids peut énormément varier parmi les races de chevaux de trait, notamment en raison de leur utilisation. Les chevaux destinés à la boucherie sont toujours plus lourds que ceux qui sont destinés à l'utilisation. L'alourdissement des chevaux de trait pour la boucherie pose des problèmes, car certains de ces animaux portent sur leurs membres un poids trop élevé, à l'origine de problèmes de santé au niveau des reins et des aplombs.

## Histoire
La notion de cheval de trait apparaît pour la première fois dans les sources au XVIe siècle, par distinction du cheval porteur. Le cheval de trait est historiquement un animal de travail au service des sociétés humaines, dans tous types de zones habitées, en temps de paix comme en temps de guerre. Il permet de pallier le manque de force physique des hommes pour une foule de travaux, allant de la traction de matériel d'artillerie à celle de la charrue dans les champs. Il devient une source de « puissance » pour l'agriculture, le transport de fret et le transport des passagers, en particulier avant la mise en place des chemins de fer. Dans l'agriculture, sa grande force et sa docilité font merveille, le cheval a en effet l'avantage d'être plus vif et plus maniable que le bœuf devant une charrue.

### Antiquité
Le cheval est un animal de trait bien avant d'être une monture. Les plus anciennes traces de domestication prouvent que le premier emploi de cet animal est la traction de chars funéraires, bien avant la généralisation des cavaliers. Dès l'Antiquité, les Romains mentionnent aussi une race chevaline massive et apte à la traction sous le nom d'equus magnus. Les populations humaines ont besoin de chevaux de travail pour effectuer des tâches diverses et une distinction s'effectue assez vite entre le cheval de travail, animal calme, trapu, robuste et patient, et le cheval d'équitation et de transport rapide, plus fin et énergique.

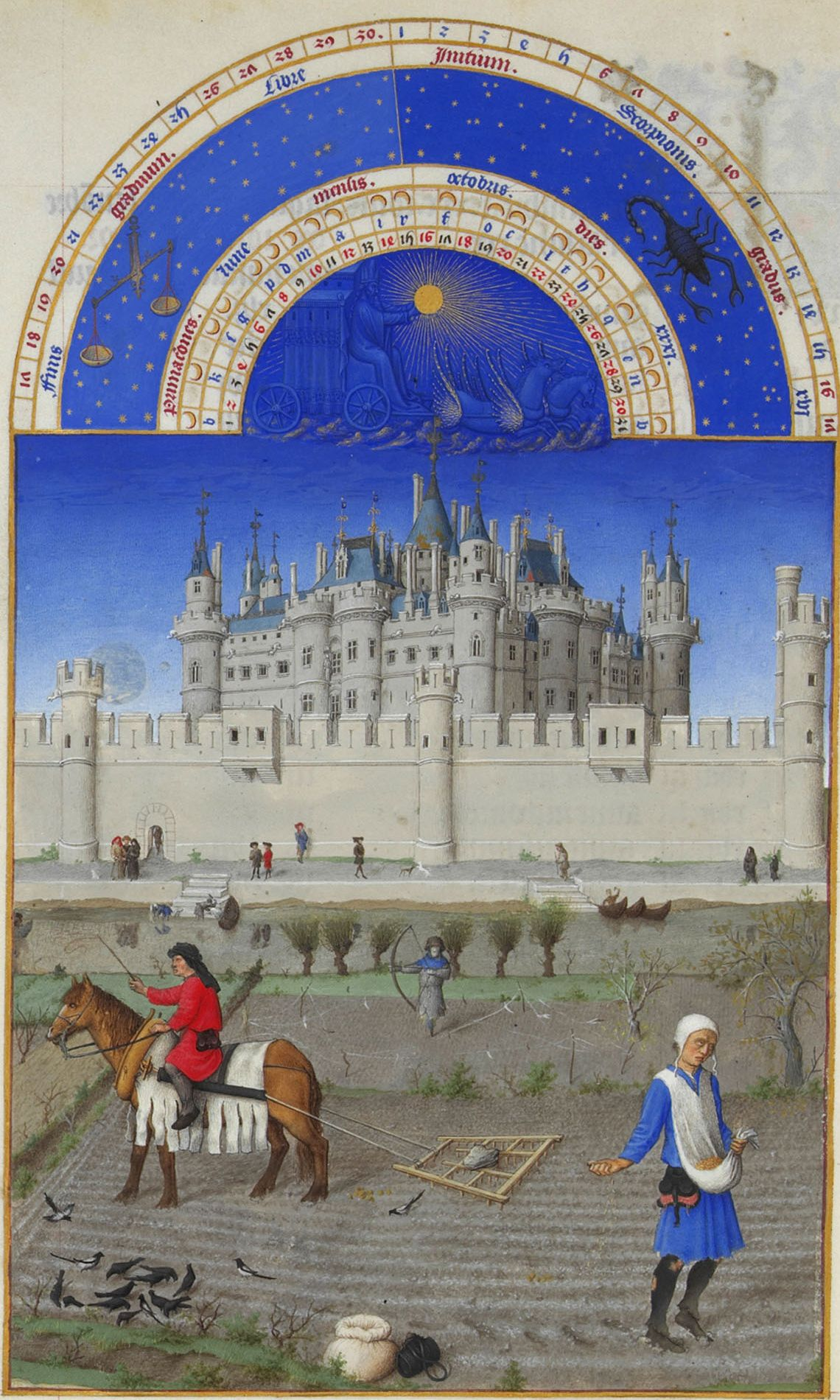
Cheval de labour au Moyen Âge, muni d'un collier d'épaule afin de tirer la herse. Mois d'octobre, Les Très Riches Heures du duc de Berry, musée Condé, Chantilly, ms.65, f.10, vers 1440.

### Moyen Âge
Une certaine sélection semble se mettre en place pour élever différents types de chevaux dès le Moyen Âge, où l'on distingue clairement l'animal de travail, de basse qualité et destiné à être exploité, du destrier, animal noble et prestigieux. Avant l'invention du collier d'épaule, le bœuf est préféré au cheval pour la traction de matériel agricole. Les chevaux de traction n'ont pas encore le modèle très massif connu depuis le XXe siècle, au XVIe siècle, ils restent petits, et l'homme cherche déjà des moyens d'augmenter leur puissance.
De nombreuses races de trait modernes sont censées descendre des destriers de guerre, qui portent les chevaliers en armure au Moyen Âge. Le Great horse, cheval anglais de robe généralement noire, très apprécié comme monture de guerre au Moyen Âge, serait à l'origine des races du frison et du shire. Certains historiens soutiennent que le destrier avait la taille et la conformation d'un cheval de trait moderne, mais une analyse poussée de différentes pièces d’armure indique que le matériel était porté par des chevaux de la taille et la constitution d’un cheval de chasse ou d’équitation ordinaire. Une analyse sur les chevaux de transport suggère qu’au XIIIe siècle les destriers sont de constitution trapue mais ne mesurent pas plus de 1,50 m à 1,60 m. Trois siècles plus tard, les chevaux de bataille ne sont pas significativement plus grands ni plus lourds. L’une des raisons de cette croyance répandue considérant que le cheval de guerre médiéval ne pouvait être qu’un énorme cheval de trait est l’hypothèse, encore soutenue par de nombreuses personnes, selon laquelle l’armure médiévale est extrêmement lourde. Ces charges peuvent en réalité être portées par un cheval pesant de 550 à 600 kg, un cheval de trait n’est donc pas nécessaire.
Les recherches indiquent clairement que ni les chevaux de travail médiévaux ni les destriers n'étaient aussi grands que les races de trait modernes. De toutes les races modernes de chevaux de trait, le percheron est peut-être la plus proche du cheval de guerre médiéval. L'arrivée de l'artillerie sur les champs de bataille rend les destriers inutiles à la guerre, cependant, des chevaux de traction deviennent nécessaires pour déplacer ces lourdes pièces d'artillerie.

### Jusqu'aux années 1850
Les chevaux de trait modernes sont plus vraisemblablement les descendants des chevaux de travail au tempérament flegmatique utilisés pour différents petits travaux de ferme, et plus tard pour la traction de wagons d'artillerie militaires. Durant le XVIIe siècle, la mise en place du réseau routier en France permet aux véhicules hippomobiles de circuler plus facilement, et développe l'élevage de chevaux carrossiers. À la même époque, Colbert crée les haras nationaux pour développer et organiser l'élevage des chevaux. Cette organisation profite surtout au cheval de guerre, le monde paysan doit se débrouiller. Les races commencent à se spécialiser grâce aux sociétés des écuyers.
Dans les campagnes, les chevaux de travail sont essentiellement de petits bidets de labour rustiques, très frugaux, mais au physique fréquemment défectueux. Les famines font que seuls restent en vie les plus résistants d'entre eux.

### Industrialisation

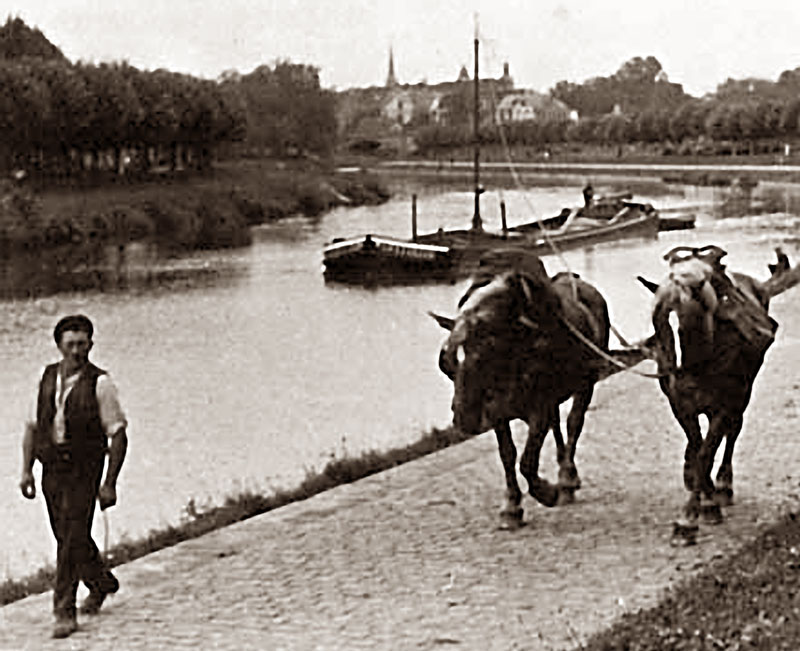
Halage avec des chevaux de trait vers 1880-1890.

L'emploi de chevaux de trait se développe avec la révolution industrielle. La recherche du rendement, en Grande-Bretagne et aux États-Unis dans un premier temps, bouleverse la pratique de l'agriculture. Des machines de plus en plus lourdes sont créées, mais ne peuvent pas toujours être efficacement tractées par les carrossiers certes rapides, mais peu puissants. Le transport, et notamment le halage fluvial porté par la création de réseaux de canaux aux XVIIIe et XIXe siècles, est également en demande de chevaux plus puissants. La méthode la plus utilisée pour l'amélioration des races de trait est le croisement, mais si les plus riches propriétaires ont les moyens d'importer des étalons reproducteurs étrangers de qualité, les éleveurs paysans sont plus limités. Le développement des races de trait accompagne largement la mécanisation de l'agriculture et la multiplication des transports hippomobiles, facilités par le damage et l'empierrage des routes de plus en plus praticables. Le matériel et les animaux circulent par chemin de fer et par bateau, de plus en plus vite.
Une distinction entre deux types de chevaux de trait émerge : le cheval de trait léger est destiné à la traction rapide, notamment celle de véhicules postiers et de cabriolets, tandis que le cheval de trait lourd est destiné aux travaux agricoles et d'autres lourdes charges, au pas.
La demande en chevaux pesant plus de 800 kg s'accroit : il faut des animaux de haute taille, au dos musclé, puissants et dotés d'une bonne capacité de propulsion. L'apport des chevaux de trait au progrès agricole et industriel est « inestimable ». Plus d'un demi-million d'entre eux servent pendant la Première Guerre mondiale à soutenir l'effort militaire.

#### Industrialisation française

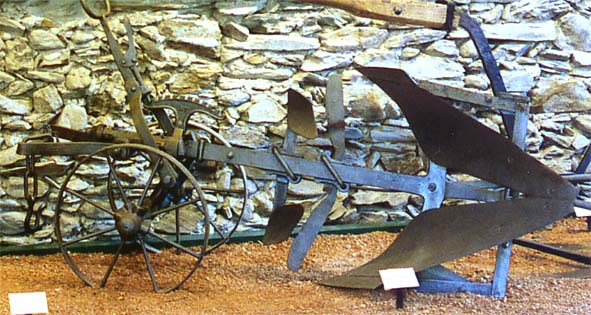
Une charrue brabant, modèle souvent tracté par des chevaux de trait pour labourer les champs jusqu'à la Seconde Guerre mondiale, avant la généralisation des tracteurs qui permettent de manœuvrer des charrues beaucoup plus lourdes.

Dans les années 1850, la traction hippomobile agricole est fréquente dans le Nord-Ouest de la France, mais la traction bovine reste beaucoup plus répandue. Le matériel agricole est alors relativement restreint, il comprend le chariot (4 roues), la charrette (2 roues) et le tombereau, manœuvrés par les chevaux, mais aussi la herse et le rouleau. De 1850 à 1870, pratiques et matériaux se modernisent. Le cheval de trait des années 1870 reste fin en rapport avec l'actuel, il pèse environ 600 kg, un poids qui atteint les 800 kg de muscle en 1935. De plus en plus de chevaux dits « perfectionnés » sont acquis par les exploitants agricoles. Parallèlement, la moisson manuelle disparaît au profit de la traction hippomobile. Au XIXe siècle, 80 000 chevaux de traction sont recensés dans les rues de Paris, tirant les omnibus et les tramways. Les fréquents accidents causés par ces équipages conduisent à la création de la SPA.
On estime leur nombre à 3 200 000 en 1913. Les races de trait françaises sont spécialisées en fonction de leur morphologie et de leur région d'origine. Ainsi, les Cobs normands sont des carrossiers ou des chevaux de poste, les Percherons sont attelés dans les villes pour le transport des passagers ou des marchandises, et les mareyeurs boulonnais transportent le poisson de Boulogne-sur-Mer à Paris avant l'établissement du chemin de fer. Ces chevaux sont néanmoins majoritairement destinés à la traction du matériel agricole avant les années 1950. Certaines régions françaises se mettent à produire des chevaux de trait réputés pour leur grande qualité, notamment la Bretagne, qui grâce à la modernisation des transports, décuple ses ventes.

#### Industrialisation américaine
Les États-Unis sont largement en avance sur les Européens en matière de mécanisation industrielle, mais ils manquent de chevaux de trait de qualité pour travailler leurs immenses terrains, n'étant pas une terre d'élevage. À la fin du XIXe siècle et au début du XXe, des milliers de ces animaux sont importés d'Europe de l'Ouest vers les États-Unis, notamment les Percherons et les Boulonnais français, et les traits belges, Shires, Suffolk Punch et Clydesdales britanniques. Le marché du cheval de trait est extrêmement rémunérateur, les animaux partent outre-Atlantique par bateaux entiers. Inversement, les Européens important les machines américaines. De nombreux registres de races sont fondés. Le Percheron, avec 40 000 poulinières enregistrées en 1915, devient le cheval de trait le plus présent aux États-Unis au début du XXe siècle. Une race de trait est développée exclusivement dans ce pays, l'American cream draft, dont le studbook est établi dans les années 1930.
Il y a eu un pic de 24 millions de chevaux et mulets employé dans l'agriculture aux États-Unis entre 1915 et 1920. Le département du Commerce des États-Unis a estimé qu'il fallait 6 chevaux pour 1 tracteurs agricoles en termes de production utile. C'est en 1944/45 que ces derniers ont fourni la majorité de la puissance agricole, douze millions de chevaux et mulets cohabitaient avec deux millions de tracteurs à cette date. Leur effectifs descendant à trois millions en 1960.

### Fin de la traction chevaline

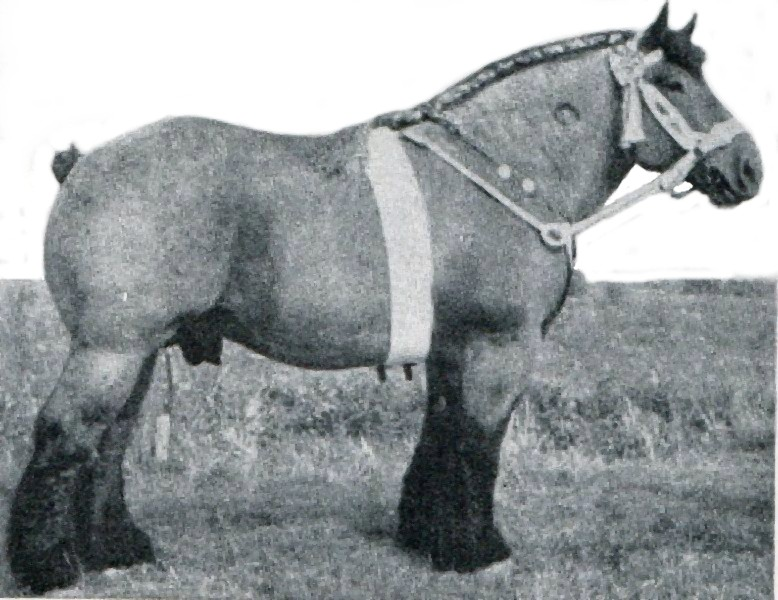
Trait néerlandais.

Dans les pays développés, les premiers signes de déclin de l'utilisation du cheval de trait sont perceptibles à la fin du XIXe siècle, d'abord avec la mise en place des réseaux de chemins de fer, puis avec la découverte de l'électricité, et surtout avec l'invention du moteur à combustion interne. Le XXe siècle voit disparaître en masse les chevaux de travail. Après la Première Guerre mondiale aux États-Unis, et la Seconde Guerre mondiale en Europe, la popularité du moteur à combustion interne, et en particulier du tracteur, réduit la nécessité de posséder un cheval de trait pour effectuer les travaux agricoles et le transport. Le cheval de traction disparait progressivement des villes dès les années 1920, remplacé par des engins motorisés. Le cheval militaire voit son avenir sérieusement compromis durant la Première Guerre mondiale, et cesse définitivement d'être utilisé après la seconde. Au cours des années 1950, le cheval de trait agricole cesse d'être rentable lui aussi, concurrencé par le tracteur, et après la Seconde Guerre mondiale, en Europe comme aux États-Unis, la plupart des utilisations de chevaux de trait comme animal de travail ont définitivement cessé. Dans les pays développés, l'utilisation de chevaux pour le travail disparait des domaines agricole et militaire, ainsi que dans le transport, et ne subsiste pratiquement que dans quelques activités de loisir.
En Grande-Bretagne, le nombre de chevaux dans l'agriculture passe ainsi de 1 132 000 en 1909, 962 000 en 1921, 642 000 en 1940, 545 000 en 1946, 347 000 en 1950, 54 000 en 1960, et n'est plus comptabilisé en 1970
Certains chevaux de trait européens qui ne trouvent plus preneurs sont croisés avec des Pur-sang, et donnent naissance à la plupart des races dites de demi-sang, majoritairement utilisées pour les sports équestres de nos jours. Le nombre de chevaux de trait et la diversité des races connaissent une baisse significative dans la plupart des pays.
Le cheval de travail reste important dans certains pays en voie de développement, concurremment avec d'autres animaux de trait comme le bœuf, le buffle, le zébu, le dromadaire, voire l'éléphant.

### Relance bouchère

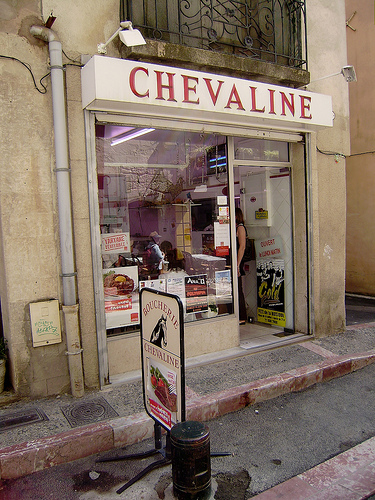
Une boucherie chevaline.

Dans les pays latins, traditionnellement hippophages, de nombreux chevaux de trait devenus inutiles au travail sont vendus à l'abattoir pour produire de la viande. En 1967, en France, 90 % des chevaux présents dans le pays sont des traits. En 1975, ce taux tombe à 58 %, témoignant du nombre important de chevaux de trait vendus pour la boucherie. Plutôt que de se spécialiser dans la production de bêtes à viande, les éleveurs de chevaux de trait revendent massivement leurs animaux aux abattoirs et s'orientent vers un autre type d'élevage.
Les éleveurs ne s'étant pas spécialisés dans la production de viande de cheval et la France étant devenue « l'un des pays les plus hippophages du monde », en 1967, les droits de douane sont supprimés pour l'importation de chevaux de boucherie vivants depuis les pays de l'Est, ce qui pousse encore davantage les éleveurs de chevaux de trait français à abandonner leur production.
Dans les années 1970, alors que toutes les races de trait françaises sont en voie de disparition, seules quelques petites exploitations agricoles gardent une ou deux juments, « par passion plus que par raison ». La même année, Henri Blanc est nommé à la direction des haras nationaux français. Il organise la reconversion des neuf races de chevaux de trait en animaux de boucherie. Jusqu'en 1982, il freine les importations et finance une recherche de l'INRA, près de Clermont-Ferrand, sur l'engraissement des poulains de trait. Il encourage les éleveurs français à engraisser leurs animaux pour les revendre au poids aux abattoirs. L'hippophagie assure, paradoxalement, une partie de la sauvegarde des races de chevaux de trait françaises en gardant leur capital génétique intact. Ce changement a pour conséquence un alourdissement des morphologies, au détriment des aptitudes physiques. Un arrêté du 24 aout 1976, paru dans le journal officiel, renomme toutes les races de « chevaux de trait » françaises en « chevaux lourds », et pousse les éleveurs à sélectionner des étalons reproducteurs les plus gros et les plus lourds possibles. Les haras nationaux achètent et approuvent ces étalons destinés à la production de viande.
La relance de la filière viande chevaline en France est cependant un échec, en raison de la concurrence de l’Argentine et de l’Europe de l’Est. La majorité des viandes chevalines vendues en France sont importées. De plus, l'opposition à la consommation de viande de cheval est forte.

### Renouveau de l'utilisation au travail
Les années 1980 entraînent, parallèlement à la disparition quasi totale de la traction chevaline agricole, une folklorisation de cette activité et du cheval de trait dans les pays occidentaux. Le travail paysan est reconstitué lors de fêtes qui attirent un public assez nombreux, désireux à la fois de retrouver les gestes d'antan en spectacle, et d'admirer ces chevaux à l'effort. En 1983 se tient le premier congrès mondial du cheval Percheron. La troisième édition, en 1989, attire d'après Bernadette Lizet environ 50 000 visiteurs, venus admirer 350 chevaux provenant de 80 pays.
Au début des années 1990, l'équitation de loisir connait un nouveau souffle en France tandis que la consommation de viande de cheval diminue, ce qui profite au retour d'activités d'attelage avec le cheval de trait, et permet la ré-émergence de lignées de chevaux de travail. Le premier trophée national du cheval de trait est organisé au salon international de l'agriculture, à Paris, pour récompenser la meilleure race de trait française lors d'épreuves sportives. Cette épreuve s'internationalise en 1994, avec quatre pays participants. En 1990, le premier championnat de France d'attelage de chevaux de trait est organisé à Amiens, l'année suivante, la route du Poisson voit le jour. En 1992, la seconde route européenne du cheval de trait est créée en Bourgogne, entre Dijon et Lyon.
Le 11 mars 1994, le journal officiel publie un nouvel arrêté redonnant au « cheval lourd » son ancien nom de « cheval de trait ». En 1996, un autre arrêté interdit la caudectomie, c'est-à-dire la coupe de la queue chez les chevaux de trait. Certains éleveurs s'orientent vers la production d'animaux sportifs destinés aux loisirs ou au travail, que les haras nationaux se mettent à leur acheter de nouveau. En 1995, il ne reste toutefois que 27 000 juments poulinières de trait recensées en France.

## Utilisations

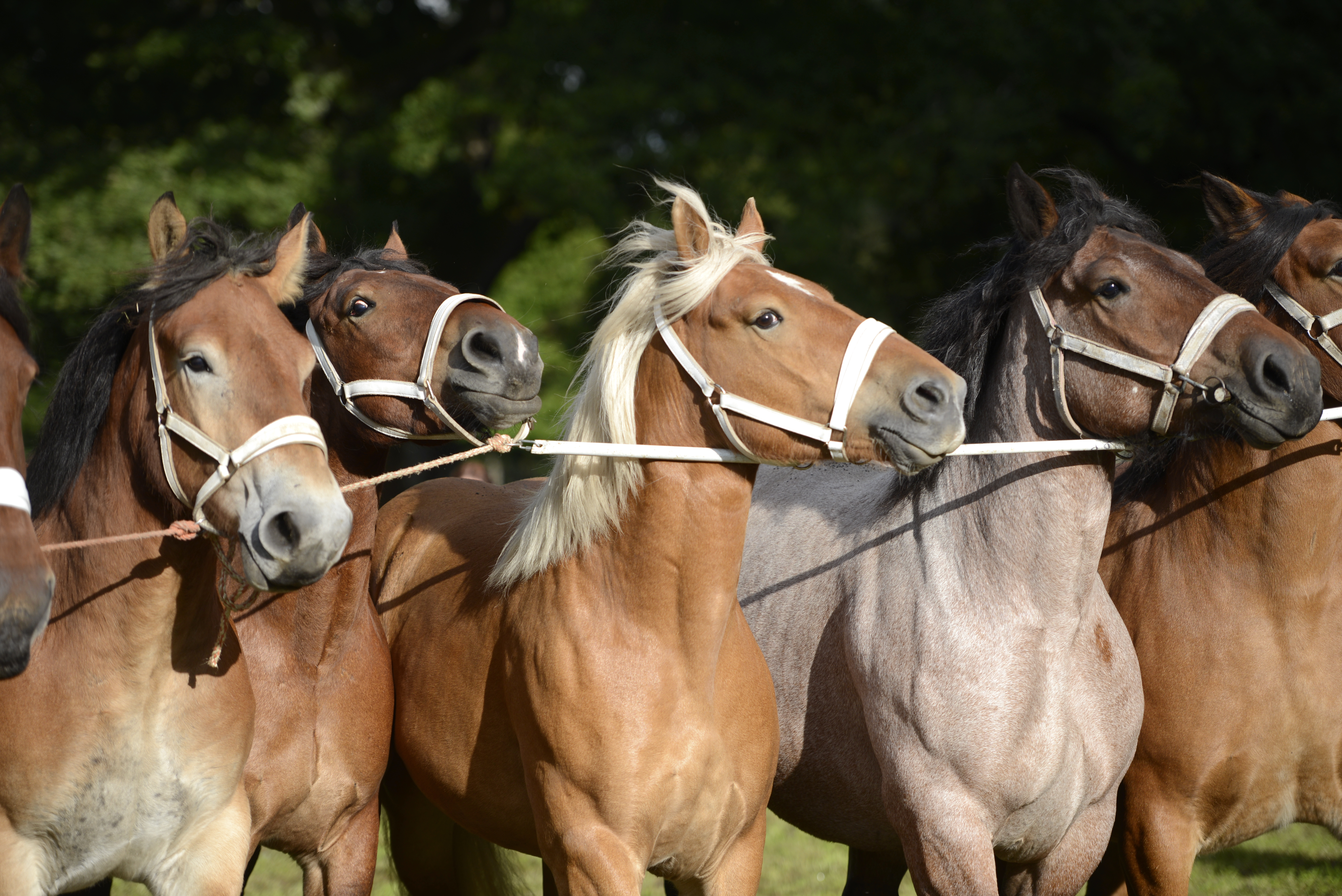
Chevaux de races Trait Comtois et Trait d'Auxois, en démonstration au Creusot le 19 septembre 2015.

Le cheval de trait a eu de nombreuses utilisations historiques. Au début du XXIe siècle, les reprises d'activités de travail avec ces animaux sont peu nombreuses, mais notables. L'avenir de ces races dépend pour beaucoup de la viabilité économique de la traction hippomobile. Le cheval de trait est utilisé dans des activités de services urbains, de transport des personnes et de travail. Il sert également à la réinsertion sociale et à l’insertion des personnes handicapées. Professionnels et amateurs travaillent au développement du tourisme rural, du travail agricoles, du débardage des troncs d'arbres, de l'attelage de loisir et de compétition, de l'entretien des espaces verts, ou encore du transport de touristes en ville. Dans les sociétés du Sud, le cheval de trait est toujours présent, il représente le « taxi » des pauvres et des touristes.
Les initiatives se multiplient pour redonner au cheval de trait une place importante dans l'économie. L'un des créneaux envisagés est l'agriculture biologique, car les agriculteurs n'utilisant aucun produit chimique ont quand même besoin d'effectuer des passages dans leurs champs. Certains écologistes pensent aussi que lorsque les énergies fossiles seront épuisées, le cheval de trait retrouvera une place importante au sein de la société. L'avantage de l'utilisation du cheval de trait est qu'il n'émet pas de méthane, contrairement aux ruminants, mais on ignore si le crottin de cheval peut produire du biogaz. Les carcasses de chevaux morts posent aussi un problème car certaines personnes souhaitent que cet animal soit enterré dans leur jardin alors que la réglementation l'interdit. De plus, le cheval a un coût d'entretien conséquent puisqu'il consomme l'équivalent de sept calories végétales pour produire une calorie animale.

### Agriculture

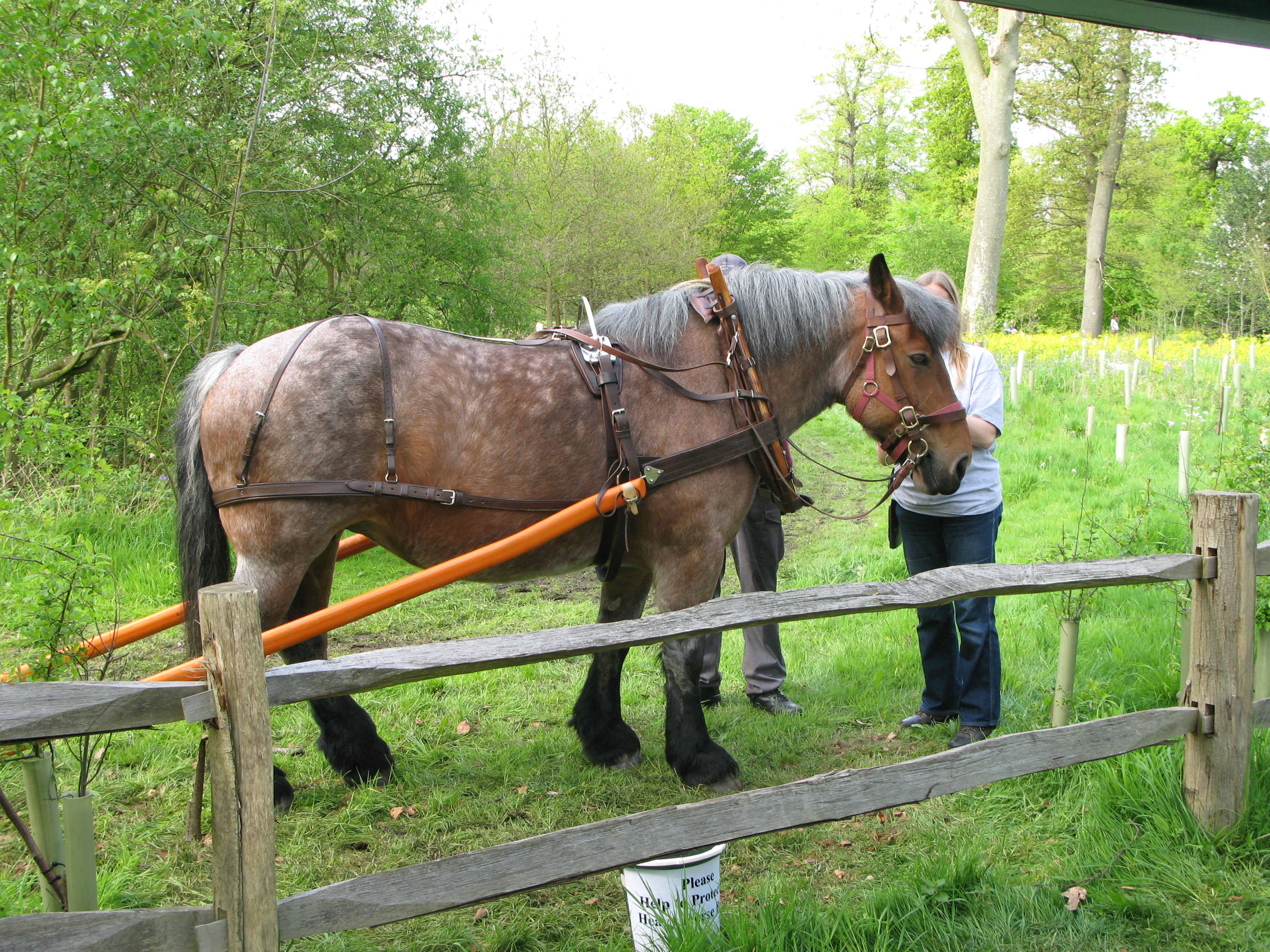
Cheval de trait ardennais harnaché pour le labour.

Des chevaux sont mis au travail sur certaines petites exploitations aux États-Unis, notamment dans la communauté Amish, et en Europe.
Les chevaux de trait sont également de retour dans les vignes où leur utilisation permet de ne pas tasser le sol, on compte environ 300 animaux employés pour cette activité en France[Quand ?].

### Transport des personnes et travaux urbains
L'utilisation de voitures hippomobiles en ville est difficile à cause de la circulation et en raison des longs temps de pause exigés par la S.P.A. pour le confort des chevaux. Le ramassage des ordures avec un véhicule hippomobile est mis en place dans plusieurs villes françaises, dont les parcs de Lyon, et s'inscrit dans une démarche de développement durable. Depuis plusieurs années, Disneyland Paris possède la plus grande écurie européenne de Percherons au travail.

### Débardage

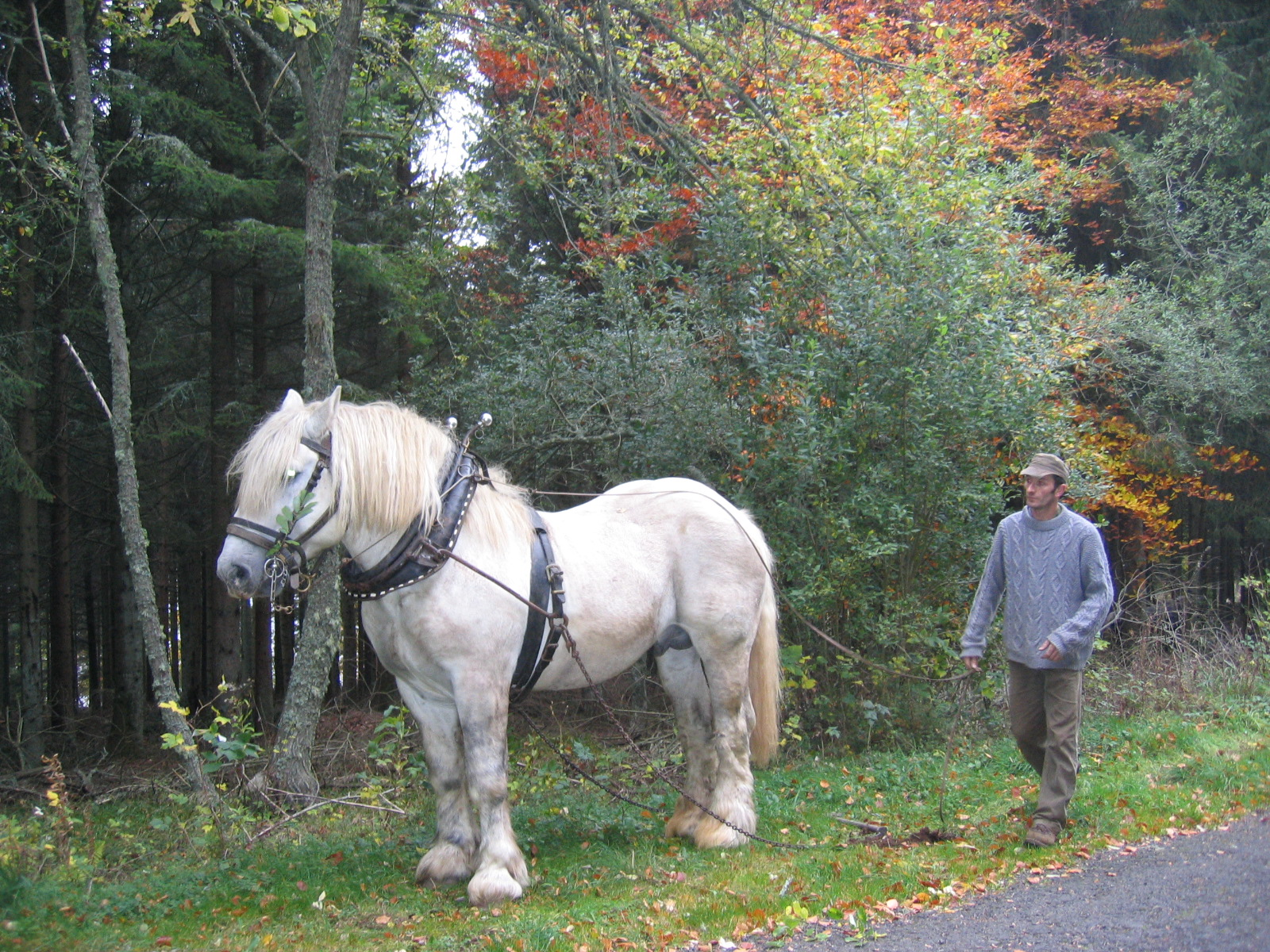
Cheval de trait sur un chantier de débardage dans la Haute-Loire.

Il existe dans les années 2000 environ 100 entreprises de débardage équin en France, soit beaucoup moins qu'en Allemagne (3 000) et en Belgique (2 000). Saint-Dié a acquis des chevaux de trait pour le débardage depuis plusieurs années.

### Boucherie
La boucherie demeure le principal débouché de reconversion du cheval de trait, rebaptisé cheval lourd, dans des pays comme la France et la Belgique. L'utilisation de chevaux de trait pour les loisirs reste largement minoritaire en France, où 98 % du cheptel de trait est à vocation bouchère, les 2 % restants sont destinés aux loisirs ou au travail. 88 % des chevaux de trait sont envoyés à l'abattoir avant l'âge de 18 mois.
Les professionnels de la filière française soutiennent que cette activité est indispensable au maintien des races de trait, et pour garder un cheptel non-consanguin. L'élevage de chevaux pour la viande permettrait aussi selon eux de valoriser les pâturages des zones agricoles difficiles, avec des bovins et des ovins.

### Spectacle

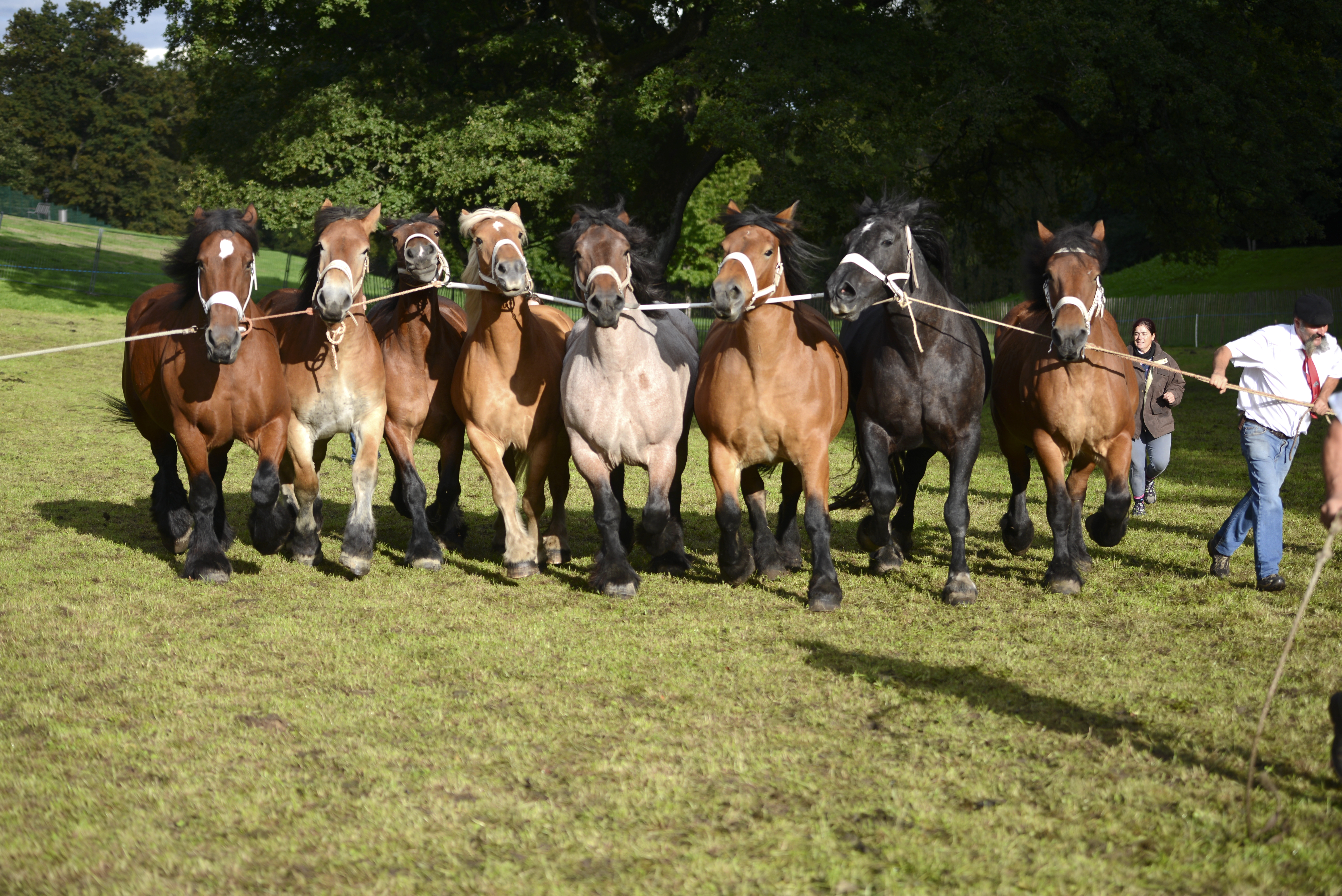
Chevaux de races Trait Comtois et Trait d'Auxois, en démonstration d'un carrousel au Creusot le 19 septembre 2015.

Plus rare est l'utilisation de chevaux de trait en spectacle. Felous, un trait alezan crins lavés, connaît la cabriole et le passage, et se produit avec Arnaud Gillette dans le spectacle Le marquis ivre.
Le théâtre du Centaure emploie le Percheron Tao, lui aussi dressé en haute école et monté à cru.
La Michaudière (La Ferme du Cheval de Trait), à Juvigny-sous-Andaine (Orne), propose un spectacle rassemblant 30 chevaux de trait (Percherons, Cob Normand, Bretons, Ardennais, Comtois, Trait du Nord, Shire).
En Belgique, lors de la cavalcade de Herve, tous les chars du carnaval sont tirés par des chevaux de trait ardennais ou brabançons.

## Diffusion de l'élevage

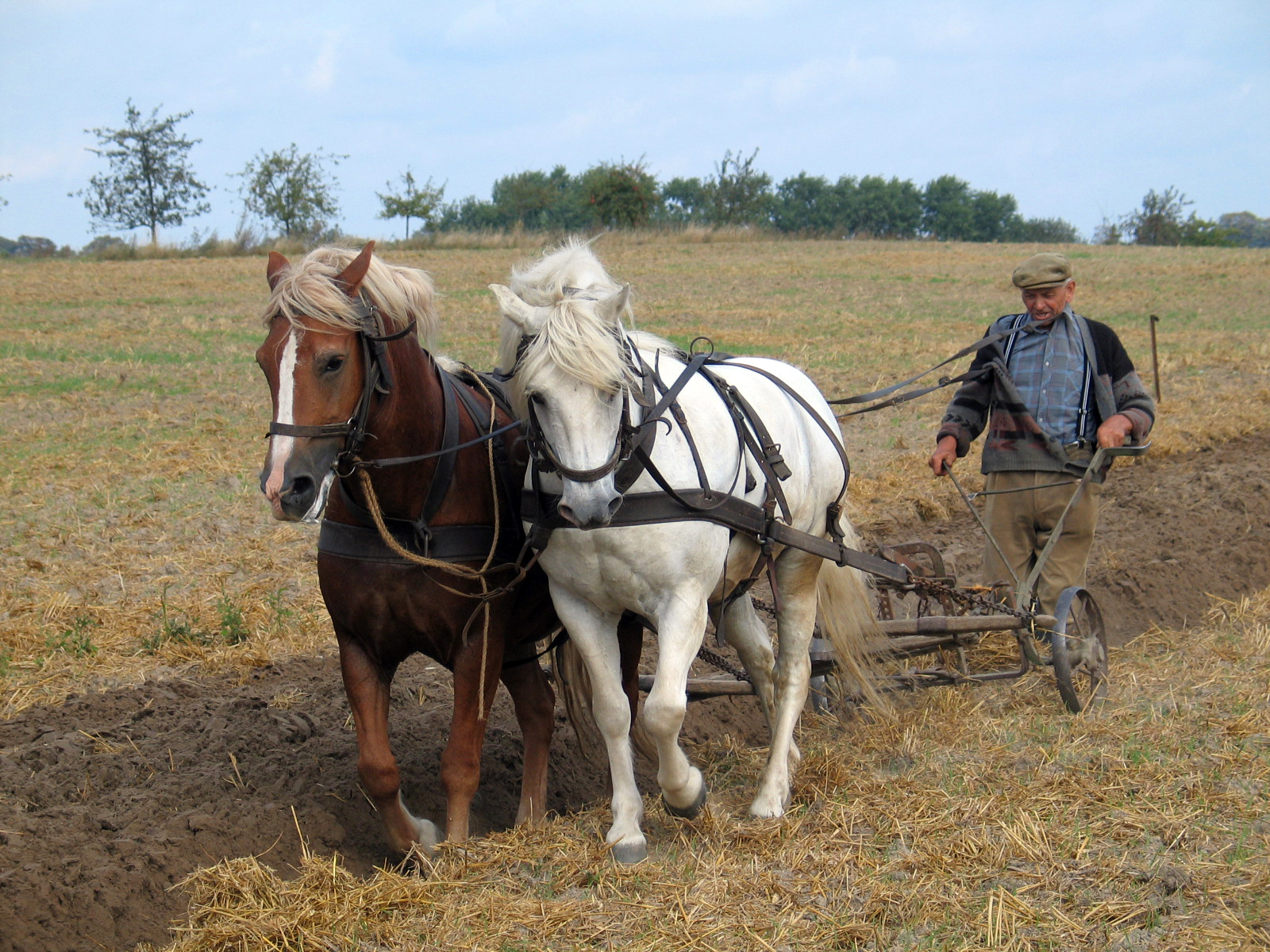
Labour traditionnel avec une paire de chevaux de trait en Allemagne.

Le cheval de trait connait un renouveau dans la société occidentale, qui semble lié aux mouvements écologistes et au développement durable, ainsi qu'à la recherche de nouveaux modes d'occupation de l'espace non polluants. Ils sont souvent présents lors de salons agricoles, la concurrence est réapparue dans des concours d'animaux de traction et des expositions importantes. Le cheval de trait représente désormais le retour à la nature et à un « passé idéalisé ». Les voyages en roulotte liés à la culture du nomadisme et les fêtes médiévales sont également des raisons du retour du cheval de trait dans la société. Le développement des expériences pour réhabiliter le cheval de trait fait de cet animal une passerelle entre le monde citadin et le monde rural, et entre tradition et modernité.

### Aux États-Unis

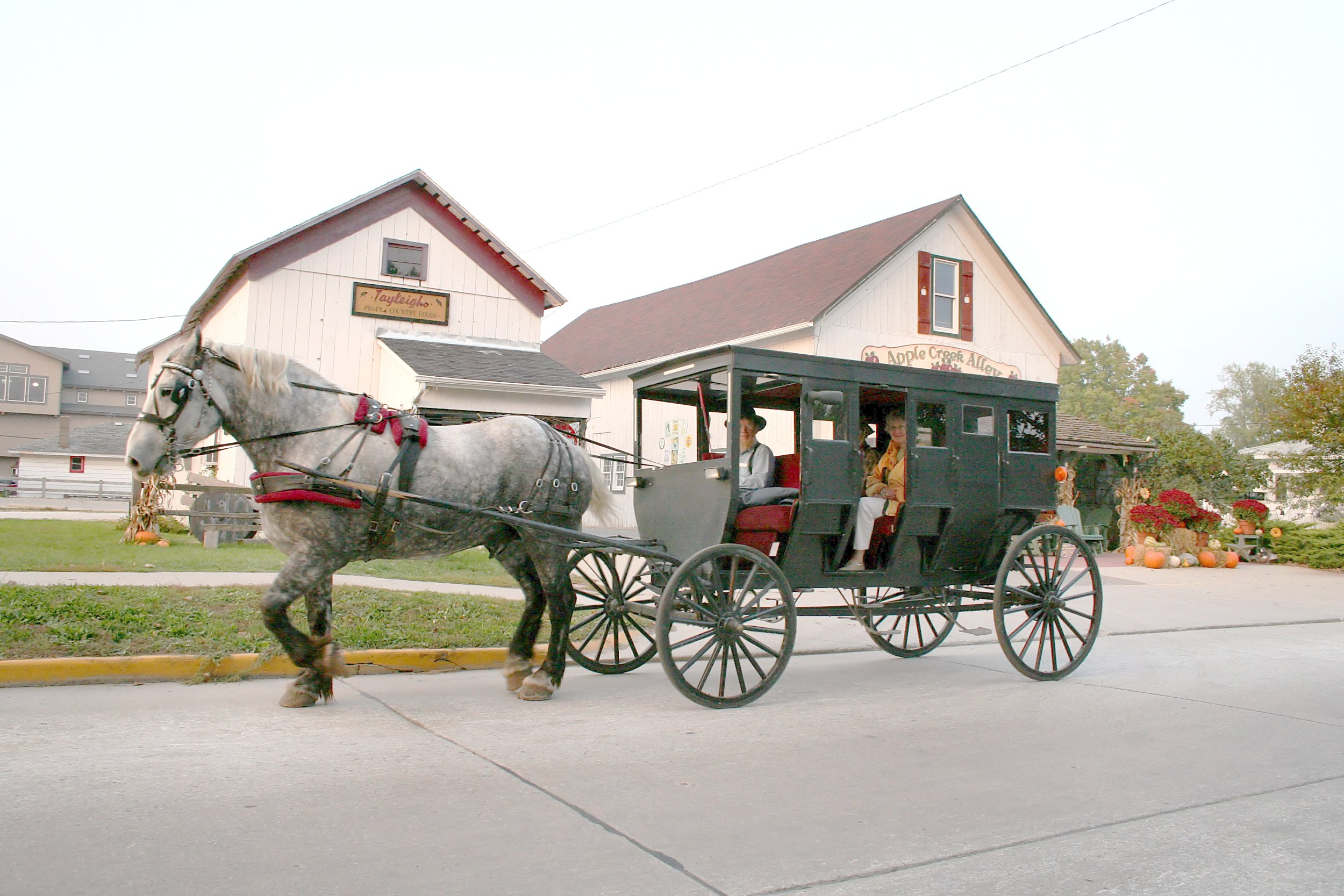
Buggy Amish tracté par un cheval de trait.

Les chevaux de trait sont particulièrement populaires auprès de groupes tels que les Amish et les Mennonites, ainsi que des personnes qui souhaitent entretenir une ferme avec une source renouvelable d'énergie. Dans le haut-Midwest américain, l'île de Mackinac a interdit l'utilisation d'un véhicule personnel motorisé afin de protéger ses chevaux de trait à la fin du XIXe siècle et à nouveau dans les années 1920. L'interdiction est toujours en vigueur aujourd'hui, les chevaux de trait belge, percherons, et d'autres races continuent à servir la communauté et les touristes qui la visitent à chaque saison. Tout est mû par des camions et les gens se déplacent à cheval, les animaux tirent les taxis et les voitures privées.
Les États-Unis élèvent majoritairement des percherons mais il y a d'autres races qui sont populaires. Par exemple, le cheval Clydesdale a été importé pour la première fois aux États-Unis dans les années 1840.Plus tard, le cheval de trait belge est arrivé aux États-Unis en 1866 ; bien que jamais aussi populaire que le Percheron, il a été très bien reçu pour son tempérament agréable et sa personnalité travailleuse.
 Aujourd'hui, il y a plus de chevaux Clydesdale aux États-Unis que dans toute l'Écosse ; le pays n'a pas envoyé tous ses chevaux de trait à la Première Guerre mondiale, contrairement à la Grande-Bretagne. (Par conséquent, plus de chevaux de trait ont survécu pour se reproduire.) Bien que le cheval de trait ait été échangé contre le tracteur au moment des années 1950, ces races sont restées populaires comme chevaux de parade, comme chevaux tirer les traîneaux en hiver ou les charettes de foins en automne, et comme animaux de compagnie. En fait, le cheval de trait belge est considéré comme l'un des ancêtres du seul cheval de trait natif : American Cream Draft, Le Clydesdale est célèbre pour son association avec la société brassicole qui fabrique Budweiser: Pendant plus de cent ans, l'entreprise a utilisé les chevaux Clydesdale comme symbole de marque dans la publicité car c'était vraiment la race de cheval qu'ils utilisaient pour transporter leurs barils de bière à Saint-Louis (Missouri), dans de grandes charrettes rouges attrayants. Au fil du temps, il est devenu une tradition d'anticiper chaque année les publicités télévisées mettant en vedette ces chevaux au Super Bowl. C'est aussi pour ces raisons qu'ils élèvent également des Clydesdales : Anheuser-Busch possède actuellement l'un des plus grands troupeaux de chevaux Clydesdale au monde, environ 250 individus.Environ 600 poulains Clydesdale naissent aux États-Unis chaque année.

### En France

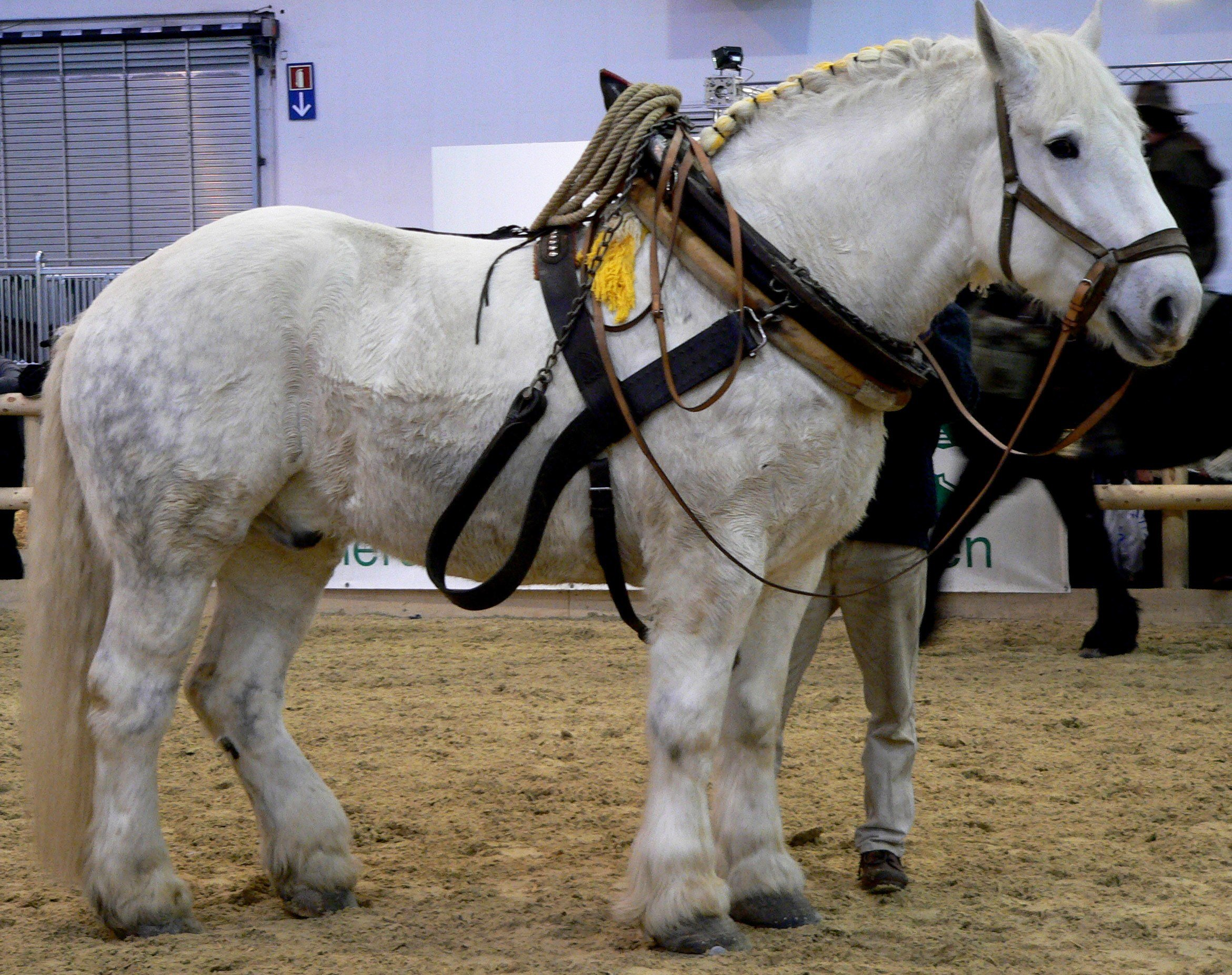
Le percheron, race de cheval de trait originaire du Perche, est actuellement la race de cheval de trait la plus répandue au monde.

En 2007, un cheval né en France sur quatre est un cheval de trait, pourtant, les neuf races de chevaux de trait françaises ont chacune moins de 5 000 femelles capables de se reproduire et sont de ce fait considérées comme des races locales menacées d’abandon. Elles sont au nombre de neuf, toutes issues de différentes régions (berceaux d'élevage) comme leur nom l'indique. Le percheron, race de trait la plus répandue au monde, est originaire du Perche, le cob normand originaire de Normandie. L'ardennais, également élevé en Belgique, est originaire des Ardennes, l'auxois de la Bourgogne, le boulonnais de la région de Boulogne-sur-Mer, le breton de Bretagne, le comtois de Franche-Comté, le poitevin mulassier du Poitou et le trait du Nord du Nord-Pas-de-Calais.
Les régions Aquitaine, Auvergne, Limousin, Midi-Pyrénées et Rhône-Alpes ont enregistré 7 288 immatriculations de chevaux de trait en 2006 pour 14 146 sur toute la France, soit 51,5 % du cheptel.

### En Belgique

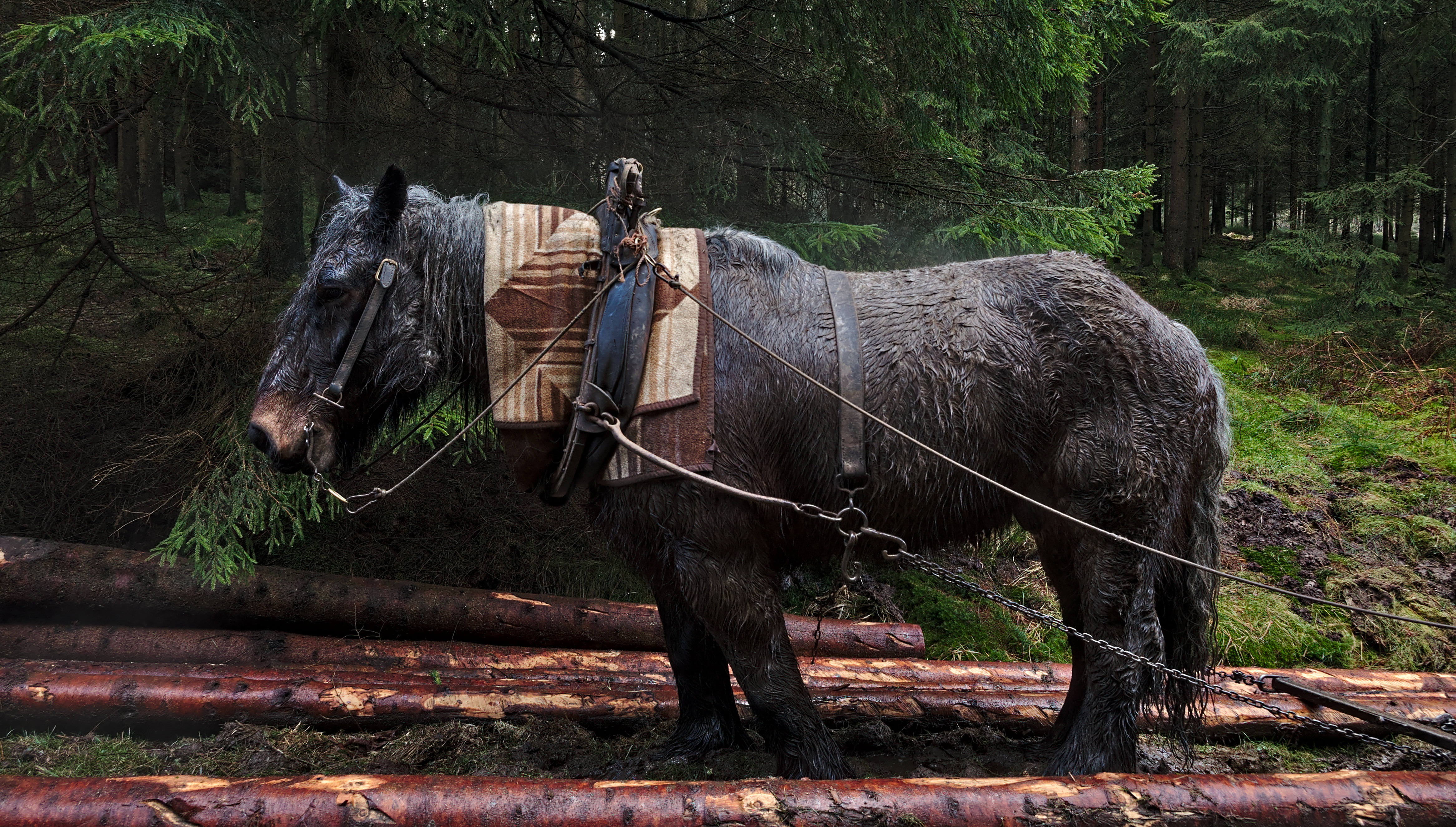
Cheval de trait en Belgique dans le parc naturel des Hautes-Fagnes–Eifel. Janvier 2018.

Les activités de débardage, qui nécessitent un cheval de trait, sont beaucoup plus répandues en Belgique qu'en France. La Belgique élève des Ardennais, mais aussi la race nationale du Brabançon, ou cheval de trait belge.

### En Suisse
Le franches-montagnes est le dernier représentant du cheval de trait léger en Europe de l'Ouest, très polyvalent, il est encore utilisé en petits effectifs par l'Armée suisse.

### Au Royaume-Uni
L'Angleterre fait une utilisation folklorique du cheval de trait, notamment du fameux Shire, le plus grand cheval du monde. Le clydesdales est écossais, le suffolk punch, le Dales et le Fell se rencontrent aussi un peu partout.

### En Irlande
Le trait irlandais est actuellement croisé avec des pur-sang pour produire le hunter irlandais. Le Gypsy Cob, Gypsy Vanner, Irish cob ou Tinker est une race de trait irlandaise actuellement très populaire grâce à son charisme[Quoi ?].

### Autres pays
L'Italie n'élève qu'une race de chevaux de trait, le trait italien
- Trait allemand du Sud ;
- Trait de l'Altmark ;
- Ardennais suédois ;
- Trait argentin ;
- Trait australien ;
- Trait belge ;
- Clydesdale ;
- Trait crème américain ;
- Trait de Croatie ;
- Døle ;
- Trait estonien ;
- Fjord ;
- Flamand ;
- Trait de la Forêt-Noire ;
- Frison ;
- Trait hanovrien d'origine Schleswig ;
- Trait hongrois ;
- Trait italien ;
- Jutland ;
- Kouznetsk ;
- Trait lituanien ;
- Malakan ;
- Međimurje ;
- Mezen ;
- Trait néerlandais ;
- Noriker ;
- Noriker silésien ;
- Novoalexandrovsk ;
- Trait pie américain ;
- Polesskaya ;
- Trait polonais ;
- Trait de Rhénanie ;
- Trait roumain ;
- Trait russe ;
- Trait de Saxe-Thuringe ;
- Trait du Schleswig
- Trait slovène ;
- Trait soviétique ;
- Tavda ;
- Tchéco-morave belge ;
- Vladimir ;
- Voronej.

## Cheval de trait dans l'art

Cheval de trait - Edgar Degas - Musée d'Orsay, Paris.

- Cheval de trait Bronze à la cire perdue par Edgar Degas - Musée d'Orsay, Paris